# Urnes stavkirke
61°17′53″N 7°19′21″Ø / 61.29806°N 7.32250°Ø
Urnes stavkirke på Urnes er Norges ældste stavkirke. Den er dateret til omkring 1100 – 1150.
Kirken ligger på gården Ornes på sydsiden af Lustrafjorden i Luster kommune i Vestland fylke.
Den enestående kirke er på UNESCOs verdensarvliste.
Koret menes opført i 1601 og indeholder malerier af alle apostlene. Prædikestolen er skænket af en af byens rige indbyggere i 1695.

## Urnesstil
Den særlige, meget forfinede stil i træudskæringerne kan genfindes på mange genstande fra den sene vikingetid. Da kirken er det mest markante eksempel, har man kaldt stilarten for Urnesstil.
- «Urnesstil» på nordsiden af Urnes stavkirke. Foto: Nina Aldin Thune.
- Bronzespænde fra Vikingetiden (ca. 1000-tallet). Nationalmuseet, København.

## Billeder
- Urnes Stavkirke
- Urnes stavkirke i ca. 1880
- Portalen med udskæringerne på nordsiden stammer fra en ældre bygning
- Interiørbillede fra 1880-tallet
- Figur på terningkapitæl på en af staverne
- Kapitæl med kentaur
- Kapitæl med planteornamentik
- Jomfru Maria fra Urnes stavkirke, nu i Bergen museum, Bergen.